# Ferdinand Ier (empereur du Saint-Empire)
Pour les articles homonymes, voir Ferdinand Ier et Ferdinand.
Ferdinand Ier, né le 10 mars 1503 à Alcalá de Henares ( près de Madrid) et mort le 25 juillet 1564 à Vienne (Archiduché d'Autriche), est un membre de la maison de Habsbourg. Il devient souverain des territoires héréditaires des Habsbourg en 1521, en tant qu'archiduc d'Autriche. En 1526 il accède aux trônes de Bohême, de Hongrie et de Croatie. Élu roi des Romains en 1531, du vivant de son frère aîné Charles Quint, il est le dernier roi germanique à être couronné à Aix-la-Chapelle selon la tradition médiévale. Il devient enfin Empereur du Saint-Empire romain germanique en 1556 à la suite de l’abdication de Charles Quint, et règne jusqu’à sa mort .
Ferdinand est longtemps resté dans l'ombre de son frère ; néanmoins, le partage successoral de 1521 séparant définitivement les pays d'Autriche des Pays-Bas des Habsbourg lui confère déjà une position particulière. L'archiduc pose les bases de la gestion efficace de ses territoires. Il acquiert les royaumes de Bohême et de Hongrie par héritage, même si la plus grande partie de ce dernier est occupée par des troupes ottomanes. Dans le cadre des affaires du Saint-Empire romain, il a longtemps agi comme représentant de son frère absent ; puis, à l'abdication de Charles Quint le 14 mars 1556, comme son successeur. Il est définitivement désigné empereur par l'assemblée des princes à Francfort le 24 mars 1558, la confirmation du pape n'étant plus jugée nécessaire. Ferdinand joue, en outre, un rôle important dans la conclusion de la paix d'Augsbourg en 1555.
Sa devise était Fiat justitia et pereat mundus (« que la justice triomphe, même si le monde doit périr »).

## Biographie
Né en Espagne, quatrième des six enfants de Philippe le Beau et de son épouse Jeanne de Castille et frère cadet du futur empereur Charles Quint, Ferdinand est le petit-fils de l'empereur Maximilien Ier du côté paternel et du roi Ferdinand II d'Aragon du côté maternel. Lorsqu'il est orphelin de père à trois ans et que sa mère sombre dans la folie, il est élevé à la cour de son grand-père Ferdinand (dont il porte le prénom), et éduqué dans l'esprit de la scolastique espagnole. Petit-fils préféré, il est censé succéder à son grand-père sur les trônes espagnols de Castille et d'Aragon ; toutefois, le défunt Ferdinand n'a pas laissé de testament et c'est son frère aîné, né et élevé dans les Flandres, qui devient roi des Espagnes en 1516.
L'année suivante, Charles arrive en Espagne et les frères se rencontrent pour la première fois. En 1518, Ferdinand doit se rendre aux Pays-Bas. Il y poursuit ses études sous l'égide de sa tante Marguerite d'Autriche, qui le met en contact avec l'humanisme d'Érasme. L'intention de Marguerite de laisser Ferdinand se porter candidat à la succession de l'empereur Maximilien, en lieu et place de son frère Charles, échoua.

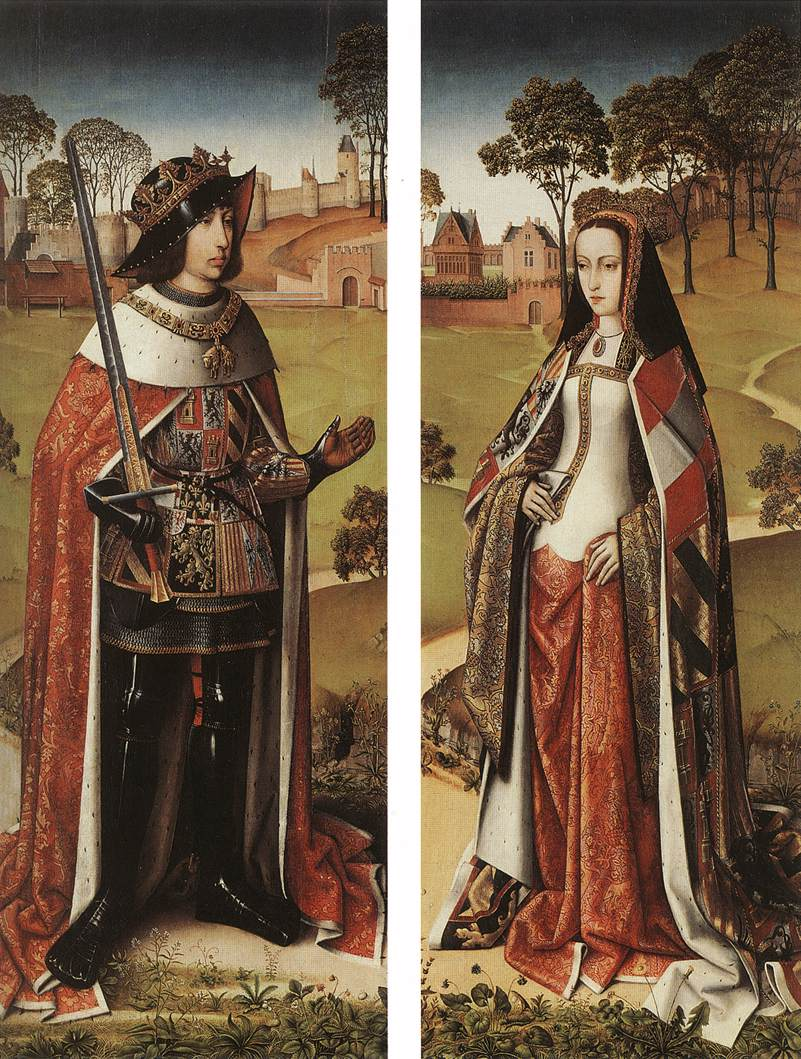
Les parents de Ferdinand : Philippe le Beau et Jeanne de Castille.
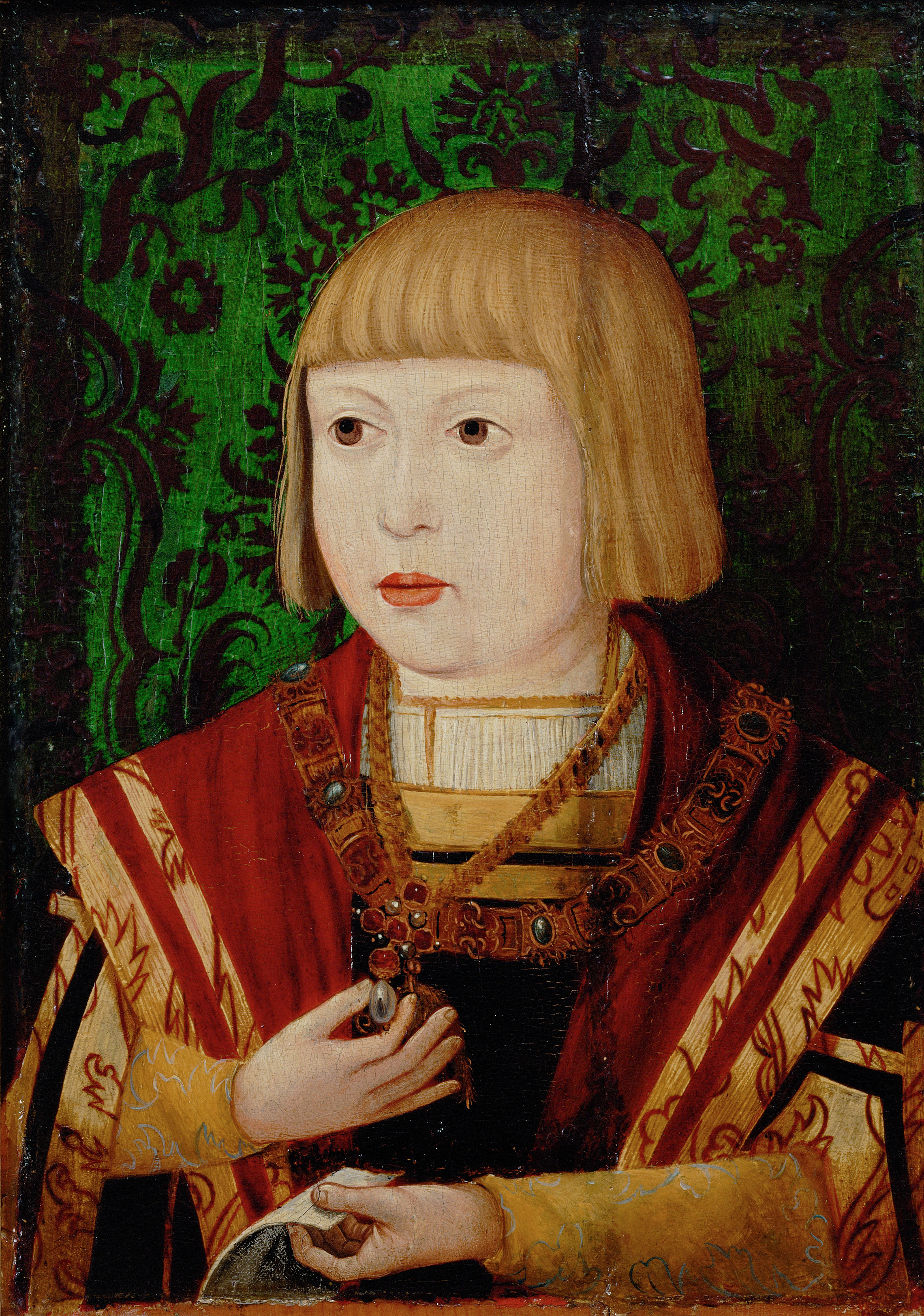
Ferdinand, à l'âge de dix ou douze ans.

### Archiduc d'Autriche

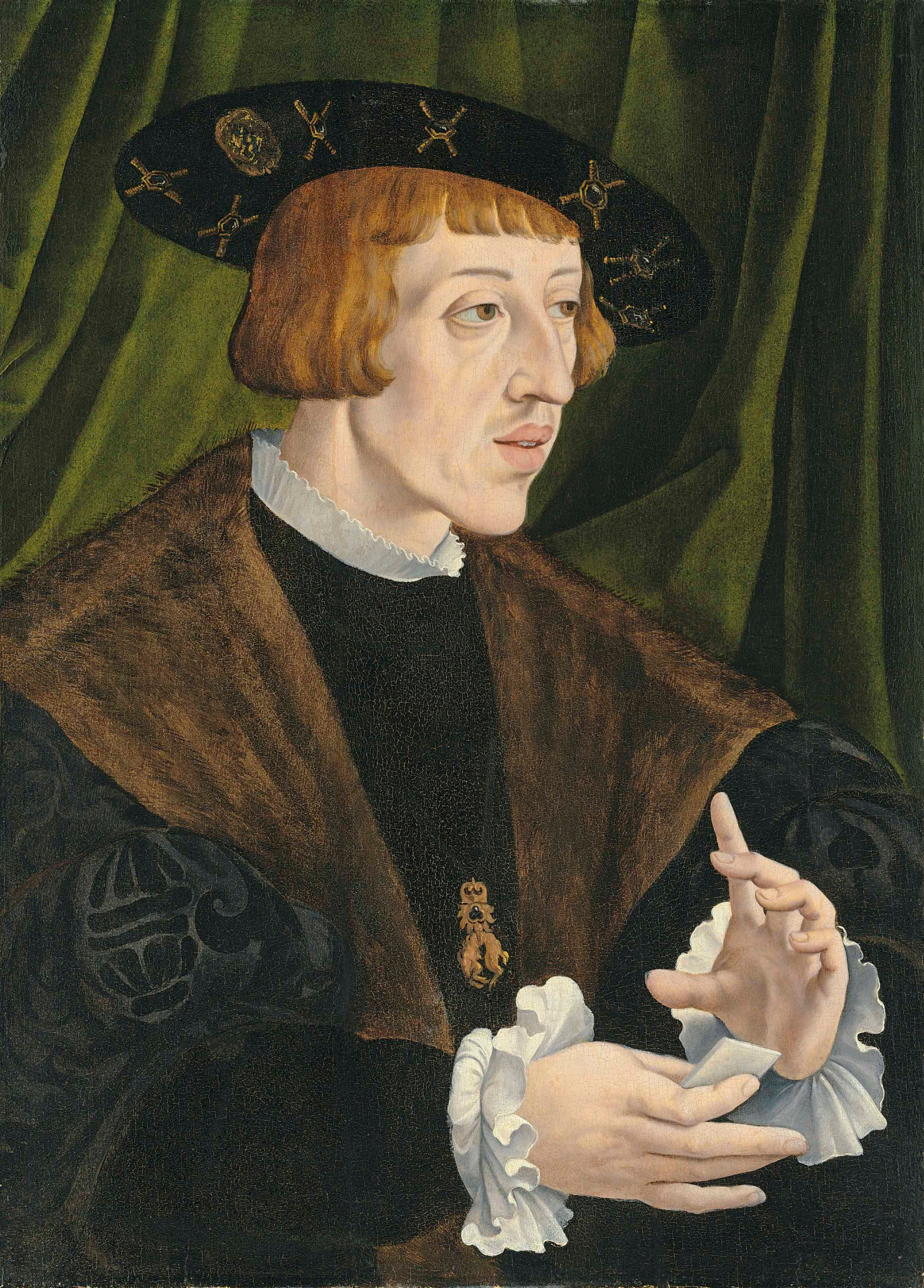
L'archiduc Ferdinand par atelier de Jan Cornelisz Vermeyen.

Maximilien mourut au château de Wels le 12 janvier 1519 ; comme son fils Philippe le Beau était déjà décédé, son patrimoine passa aux fils de ce dernier, Charles et Ferdinand. En matière de succession, afin d'éviter un morcellement du domaine, le principe de primogéniture était la norme dans le système féodal de l'Espagne et des pays bourguignons, tandis que dans les territoires héréditaires des Habsbourg l'héritage était réparti entre les fils du souverain décédé et gouverné en main commune. En conséquence, Charles, invoquant l'antériorité de sa naissance et les droits qui en découlent, reçut la totalité des territoires espagnols et bourguignons comme unique héritier. Quant à la question de la succession dans les pays autrichiens, Charles, ayant été élu empereur des Romains à Francfort le 18 juin 1519, et son frère Ferdinand se réunirent à la Diète de Worms en 1521 et convinrent que Ferdinand devrait gouverner sur l'archiduché d'Autriche et l'Autriche intérieure (les duchés de Styrie, de Carinthie et de Carniole ainsi que le Littoral). L'année suivante, Ferdinand obtint également le comté de Tyrol et Vorarlberg ainsi que les possessions de l'Autriche antérieure en Souabe et en Haute-Alsace. Ferdinand gouvernait également sur les domaines du duc Ulrich VI de Wurtemberg confisqués par la ligue de Souabe.

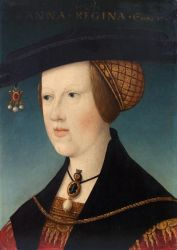
Portrait d'Anne Jagellon par Hans Maler, vers 1520.

L'accord de 1521 était la première étape dans le processus de division de la maison de Habsbourg entre une branche espagnole et une branche autrichienne. Ferdinand fut nommé représentant de l'empereur en son absence et obtint finalement l'engagement de son frère de le soutenir à l'élection au roi des Romains comme successeur potentiel. En plus, la noce prévue avec Anne Jagellon (1503 – 1547), fille du roi défunt Vladislas, lui donna la perspective de succéder à ce dernier dans les pays de la couronne de Bohême et de Hongrie. Cette union, arrangée par l'empereur Maximilien en 1515 lors du « double mariage » entre sa petite-fille Marie avec le frère d'Anne, Louis II Jagellon, eut lieu le 26 mai 1521 à Linz. Ferdinand et Anne sont à l'origine de la branche des Habsbourg de Vienne dite aussi maison d'Autriche, préparant le chemin pour la monarchie de Habsbourg.
Toutefois, la prise de pouvoir s'avéra particulièrement difficile. À la fin du règne de Maximilien, les territoires héréditaires sont surendettés et une politique d'austérité dure fut mise en place par le nouvel archiduc, qui ne parle même pas la langue allemande et est entouré de conseillers espagnols. Avec cette méthode, Ferdinand s'attira la haine de l'aristocratie ainsi que des citoyens. En 1522, il décide de faire un exemple public : le maire rebelle de Vienne et sept conseillers sont menacés de la peine de mort et exécutés à Wiener Neustadt. Finalement, l'archiduc réussit à mettre un terme à l'emprise des États. Il poursuivit la politique de centralisation commencée par son grand-père Maximilien et créa un réseau des différents services administratifs, notamment un collège de conseillers (Geheimer Rat), une autorité budgétaire centrale (Hofkammer) et une chancellerie à la cour (Hofkanzlei). Plus tard, en 1556, le Hofkriegsrat (Conseil aulique de la guerre) fut établi, chargé de l'administration des guerres du Saint-Empire et des autres possessions de la maison d'Autriche.
À Vienne, la Hofburg fut reconstruite en tant que résidence somptueuse pendant les années 1530. Ferdinand favorisa le développement de l'université de Vienne, et son médecin personnel fut l'érudit humaniste Wolfgang Lazius. Peu à peu, des nobles locaux furent nommés aux postes politiques importants. Bernhard von Cles (1485-1539), prince-évêque de Trente et consultant influent de l'archiduc, devint président du collège de conseillers en 1527.

### Roi de Bohême et de Hongrie

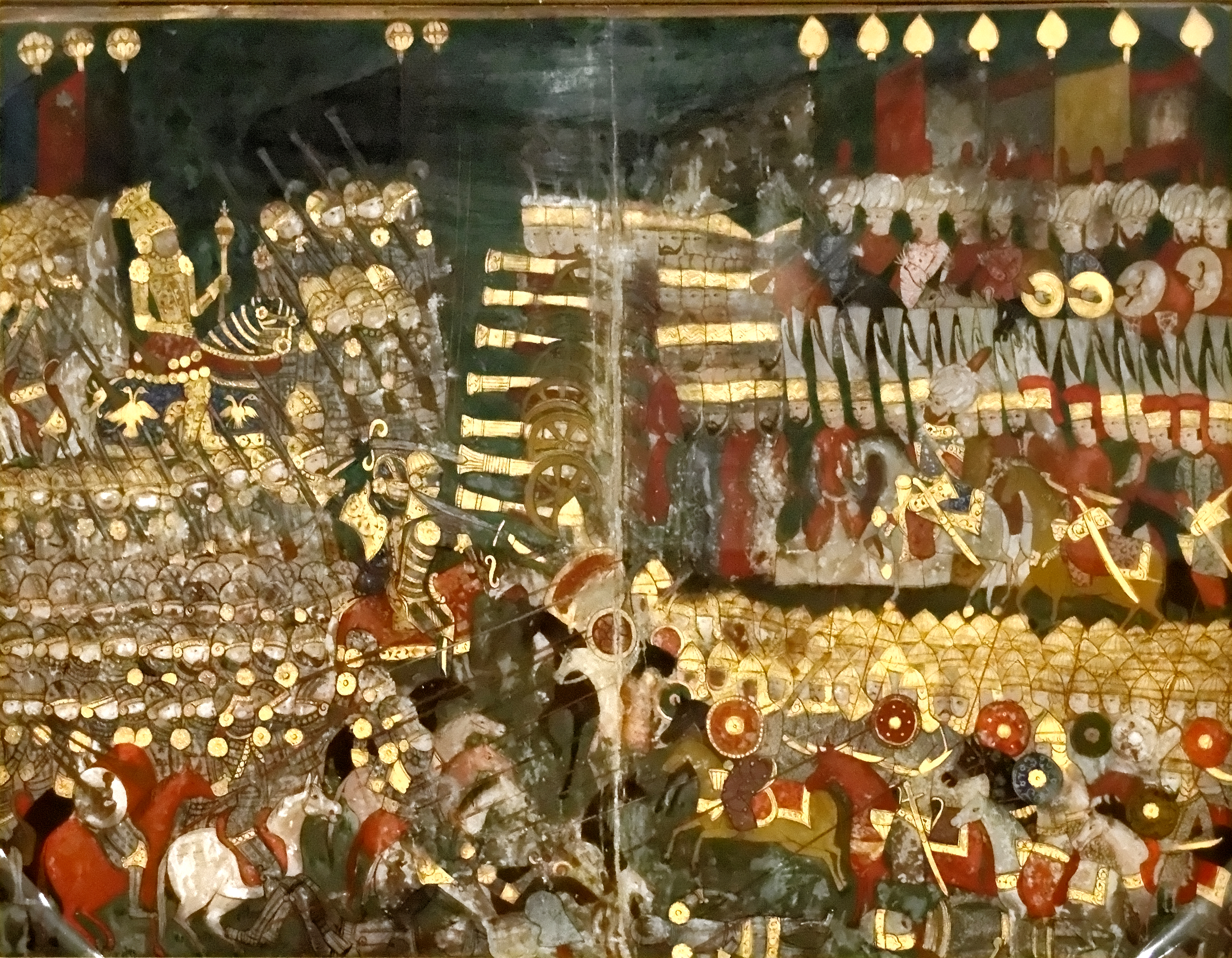
La bataille de Mohács, miniature ottomane (XVIe siècle).

Au sud-est du Saint-Empire, les forces ottomanes du sultan Soliman le Magnifique avançaient. La politique expansionniste du souverain turc se retourna contre le royaume de Hongrie. À l'été 1521, ses troupes assiégèrent Belgrade et s'emparèrent de la ville jusqu'au 29 août. Le roi Louis II de Hongrie, beau-frère de Ferdinand depuis le « double mariage » de 1515, était devenu majeur en 1522 ; il ne disposait pas d'une armée de métier pour défendre les frontières contre l'envahisseur. Son épouse Marie était en demande d'aide de sa part auprès de ses frères Charles et Ferdinand, mais en vain. Le 29 août 1526, une force hongroise mal préparée subit une défaite écrasante à la bataille de Mohács ; Louis II et son commandant, l'archevêque Pál Tomori, moururent dans les combats.
Héritant avec son épouse Anne Jagellon, Ferdinand avait droit à succéder au trône de Bohême et de Hongrie. Son beau-frère, le roi Louis II, n'avait laissé aucun descendant mâle ; toutefois, les deux monarchies étaient théoriquement électives et comme successeur, Ferdinand avait besoin du soutien de la noblesse locale. En Bohême, un État impérial, il fut immédiatement inféodé avec le pays par son frère, l'empereur Charles Quint. Néanmoins, Ferdinand dut faire de trop nombreuses concessions aux aristocrates revendiquant plus d'autonomie, et alors seulement, le 22 octobre 1526, l'assemblée des États au château de Prague l'élit roi. Le couronnement eut lieu le 24 février 1527. Avec la couronne de Bohême, le patrimoine de l'empereur Charles IV, les Habsbourg acquirent la dignité électorale longtemps attendue. Le royaume de Bohême, le margraviat de Moravie et les duchés de Silésie, ainsi que la Basse- et la Haute-Lusace furent inclus dans leur emprise en tant que parties intégrantes de la monarchie de Habsbourg.
La situation en Hongrie était en revanche plus difficile : même si les nobles de Croatie l'avaient élu roi en 1527, une majorité des États hongrois et de la petite noblesse rejetèrent la succession de Ferdinand et se prononcèrent en faveur de Jean Zapolya, voïvode de Transylvanie. Jean se fit élire roi de Hongrie par une diète réunie à Székesfehérvár (Albe Royale) le 10 novembre 1526 et fut couronné le lendemain sous le nom de Jean Ier. En même temps, la minorité des États refusant d'accepter son règne s'était réunie à Presbourg, déclarait les décisions de Székesfehérvár non valides, et élit l'archiduc Ferdinand roi de Hongrie le 17 décembre 1526. Par cet événement historique, l'union personnelle entre l'Autriche et la Hongrie fut scellée.

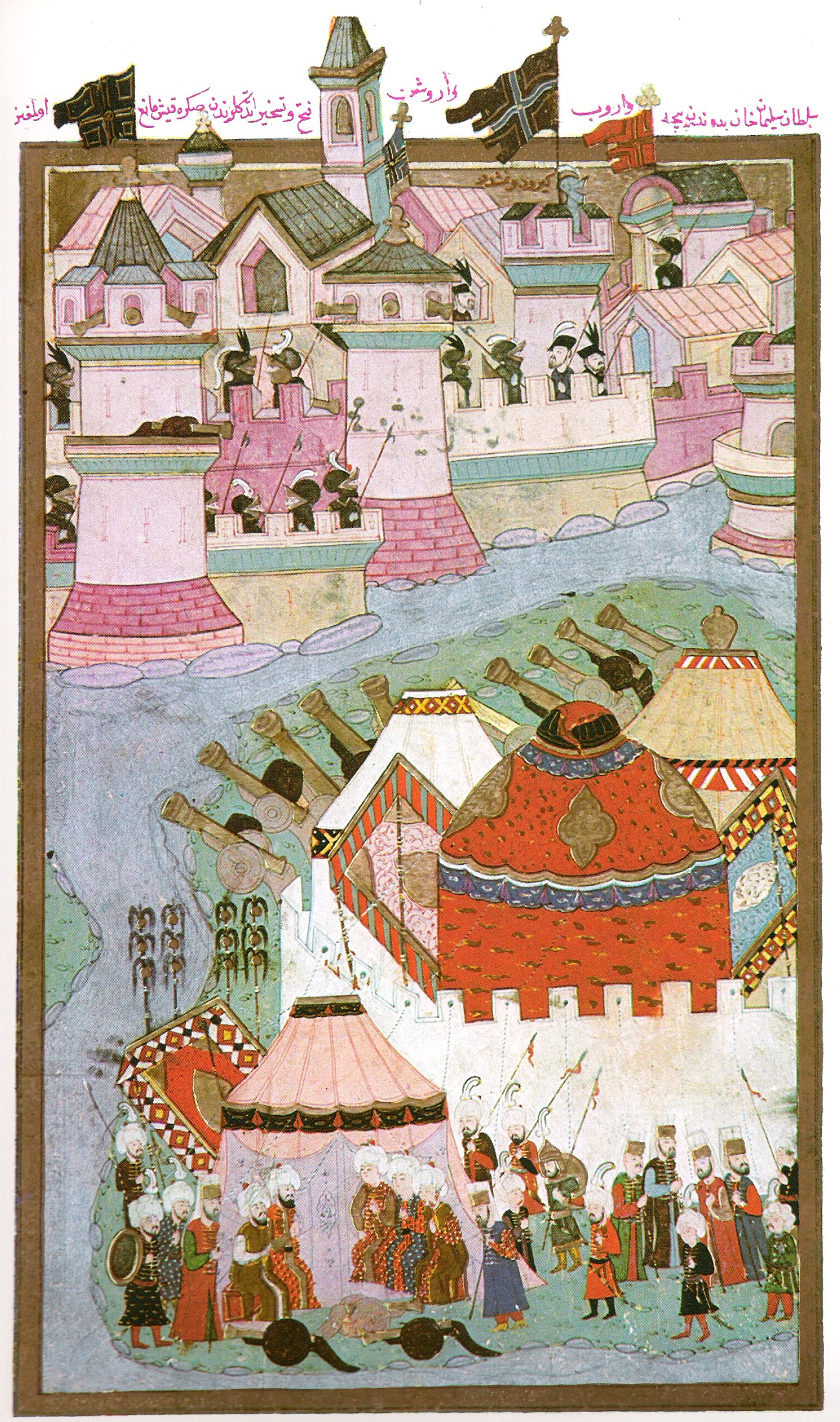
Les Ottomans assiègent Vienne, miniature (XVIe siècle).

L'année suivante, Ferdinand commença une campagne en Hongrie et Jean Zapolya dut fuir vers la Pologne. Il put se faire couronner le 3 novembre 1527 ; toutefois, le pays sombra peu après dans une guerre civile. Jean demanda l'aide du sultan Soliman, et les forces ottomanes marchèrent de nouveau sur la Hongrie. Ferdinand n'avait guère le pouvoir de s'opposer à une armée de 100 000 hommes. En 1529, les Ottomans conquirent la ville de Buda, et le siège de Vienne commença le 17 septembre. Les troupes de Soliman se retirèrent en octobre ; toutefois, la partie sud-est de la Hongrie restera sous l'occupation turque à long terme. À ce stade, la Tabula Hungariae, la plus ancienne carte encore existante du pays, est publiée, elle fait aujourd'hui partie du patromoine mondial de l'UNESCO.
Ferdinand signa finalement le 24 février 1538 le traité de Nagyvárad avec Jean Zapolya. Les deux parties convinrent de reconnaître la seigneurie de Jean au sein du royaume de Hongrie en échange du droit de Ferdinand d'hériter son patrimoine. Toutefois, la réalisation de l'accord se révéla difficile : à la mort de Jean en 1540, sa veuve Isabelle Jagellon revendique le trône pour son fils Jean Sigismond qui est élu roi (Jean II) par les partisans de son père. Après la guerre austro-turque, la Hongrie resta divisée et Ferdinand ne régna que sur la partie nord-ouest jusqu'au lac Balaton, nommée la Hongrie royale, résidant à Presbourg. La partie centrale autour de Buda était occupée par les forces ottomanes alors que dans l'est, Ferdinand dut subir le développement de la Transylvanie comme principauté quasi indépendante sous le règne de Jean Sigismond Zapolya mais vassale de l’Empire ottoman.
Le règne de Ferdinand fut paisible malgré des difficultés pour s'imposer en Hongrie : depuis les années 1520, les confins militaires (Militärgrenze) sont créés par les Habsbourg, une zone tampon de largeur variable située le long des frontières avec les Ottomans en Croatie, Hongrie, Voïvodine et Banat. Tenant compte de la menace de nouvelles attaques, le roi obtient l'aide financière considérable par ordonnances de la Diète d'Empire. La situation politique de la Hongrie demeure fragile.

### Régent d'Empire

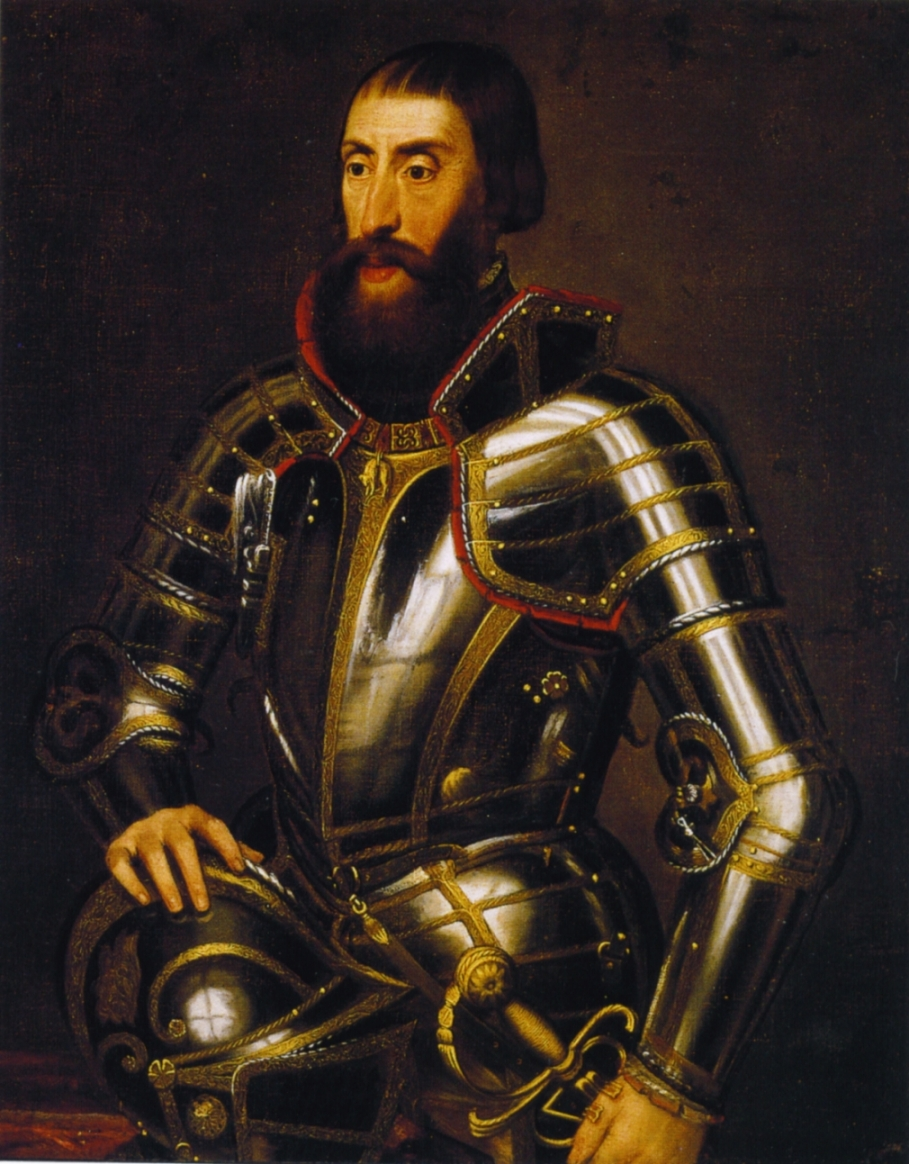
.

Dès le début de son règne en Hongrie et en Bohême, sous l'influence de ses conseillers allemands, juristes spécialisés en droit romain, Ferdinand Ier poursuivit la politique absolutiste et centralisatrice dont les innovations principales étaient : la rémunération des fonctionnaires de l'État en numéraire, et non par des donations, la séparation des affaires financières des affaires politiques et judiciaires, la gestion collégiale des compétences qui assure, par une surveillance mutuelle, une administration fiable.
Ne convoquant les États généraux que contraints et forcés par des circonstances politiques exceptionnelles, les souverains habsbourgeois gèrent leurs États à partir d'institutions centrales créées dès le 1er janvier 1527 : un Conseil Secret qui s'occupe des affaires extérieures et des questions générales de politique intérieure et un Conseil de la Cour pour l'administration centrale et les affaires judiciaires, les décisions des deux corps étant soumis à l'approbation de la Chancellerie de la Cour. Les finances sont gérées par la Chambre de la Cour. En 1556, est créé un Conseil Suprême de Guerre pour les Affaires Militaires.
Charles abdique de la couronne impériale en faveur de Ferdinand, après son retrait du Saint-Empire en 1556. Le pape Paul IV refusa de le reconnaître pour chef du Saint-Empire, parce que le consentement du Saint-Siège n'était intervenu ni dans son élection ni dans l'abdication de Charles Quint : Ferdinand nia la nécessité de ce consentement, et depuis, les empereurs ont cessé de demander la confirmation du pape. Ses dernières années furent consacrées à concilier les protestants et les catholiques.

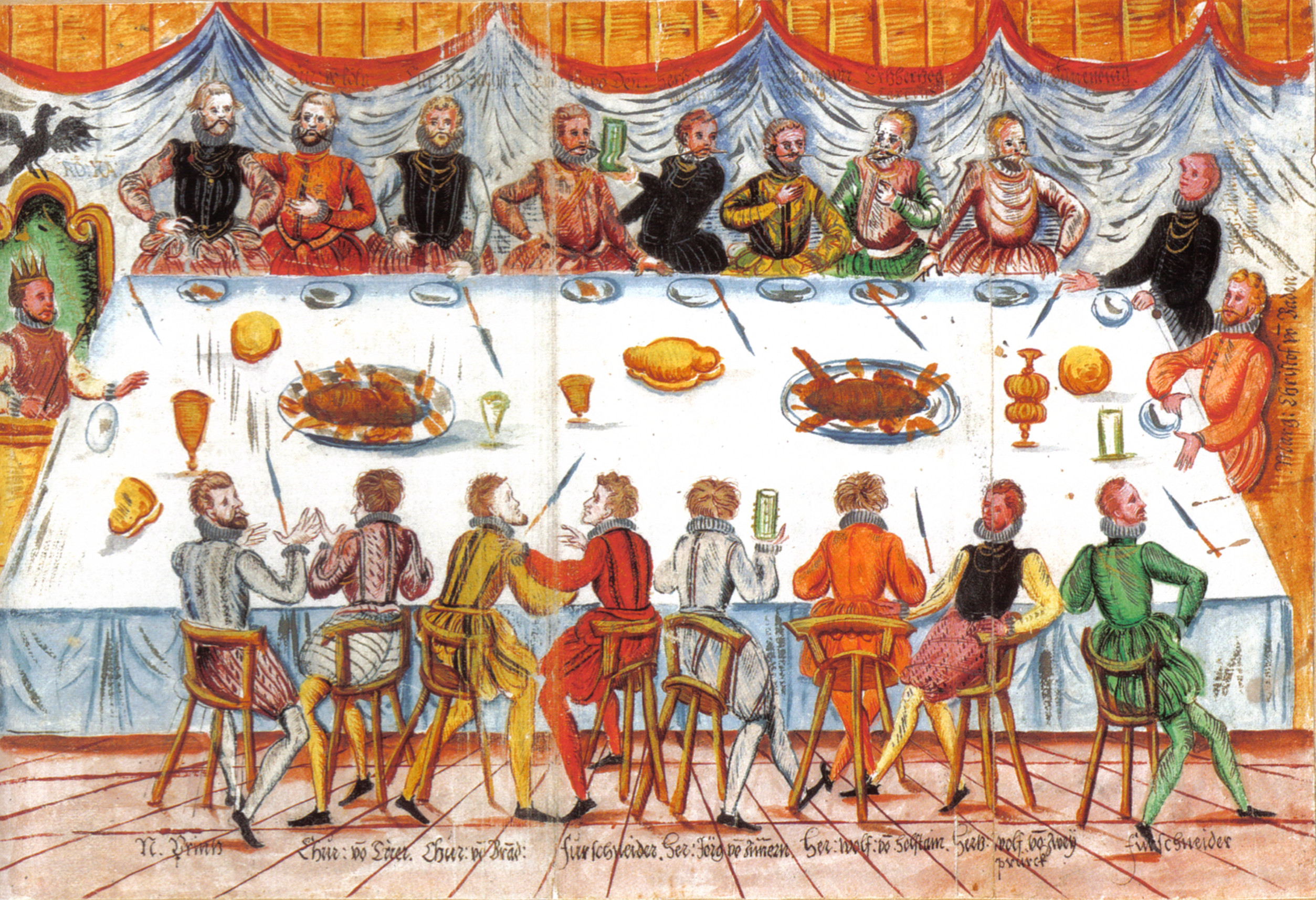
Table de Ferdinand Ier à Francfort en 1558.
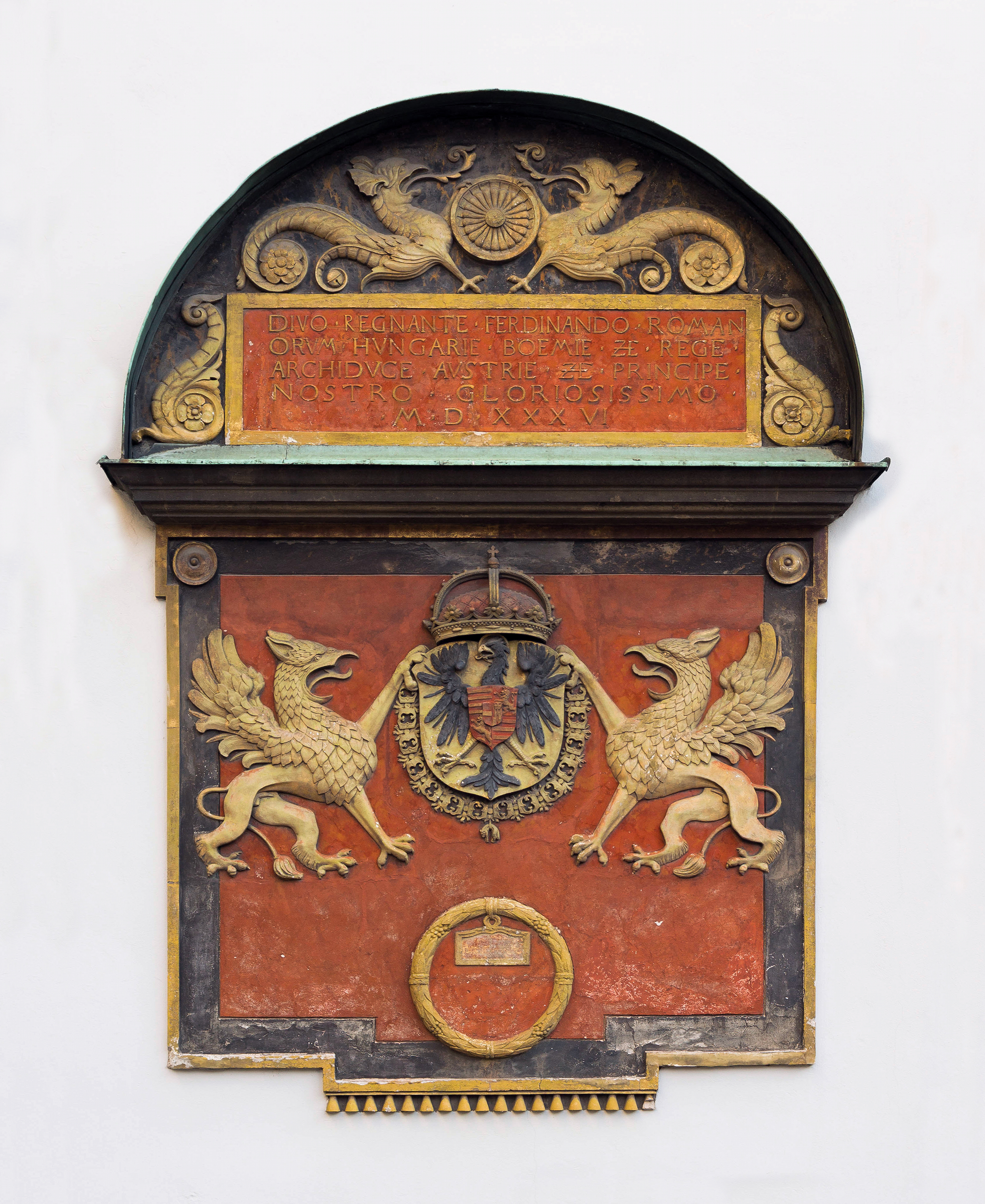
Ses armoiries en tant que roi des Romains, 1536, palais de la Hofburg, Vienne, Autriche.
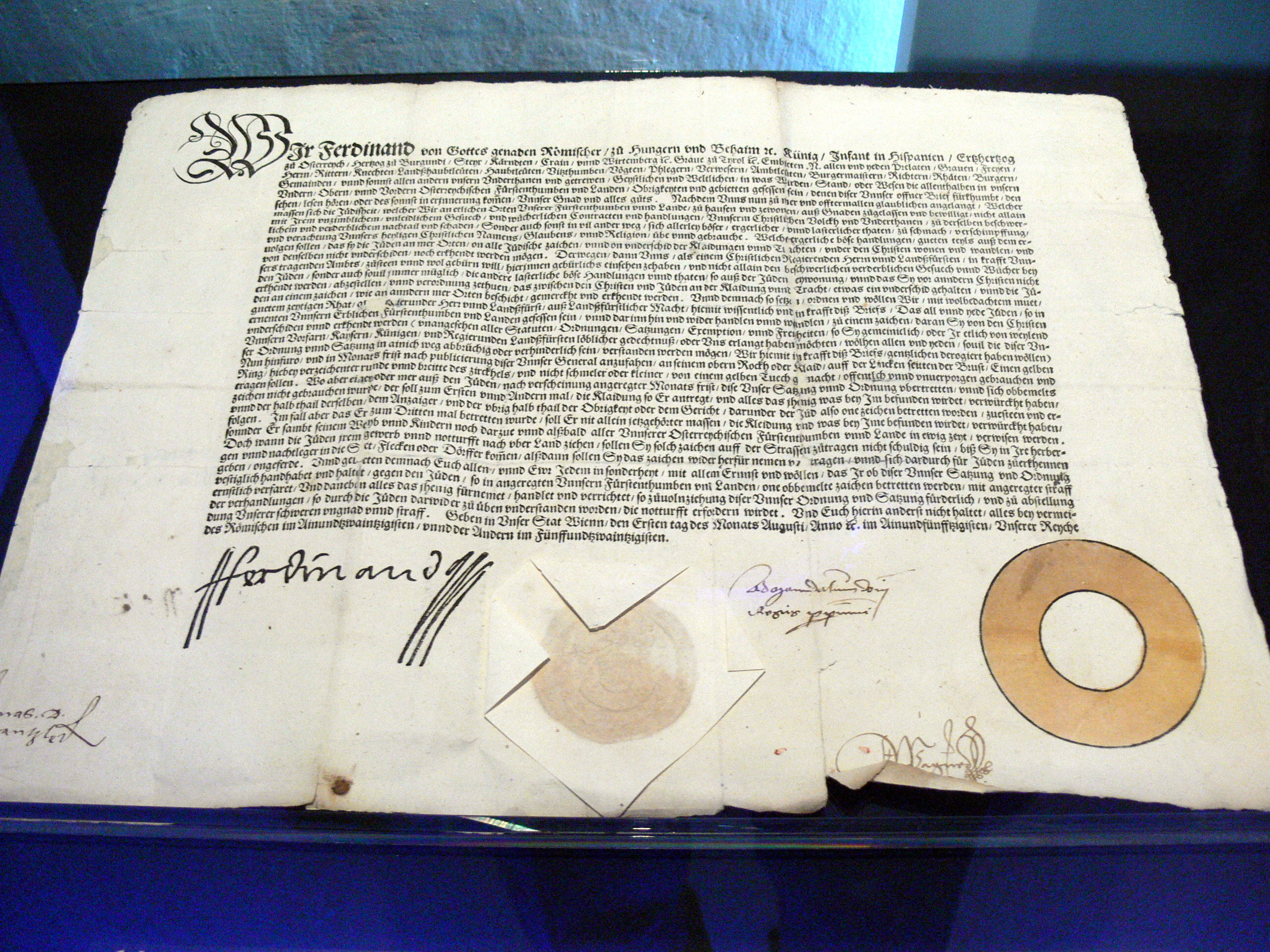
Document où l'empereur Ferdinand Ier ordonne aux Juifs (hommes, femmes, enfants) de porter une rouelle jaune comme marque distinctive sur leurs vêtements, 1er août 1551.

## Descendants

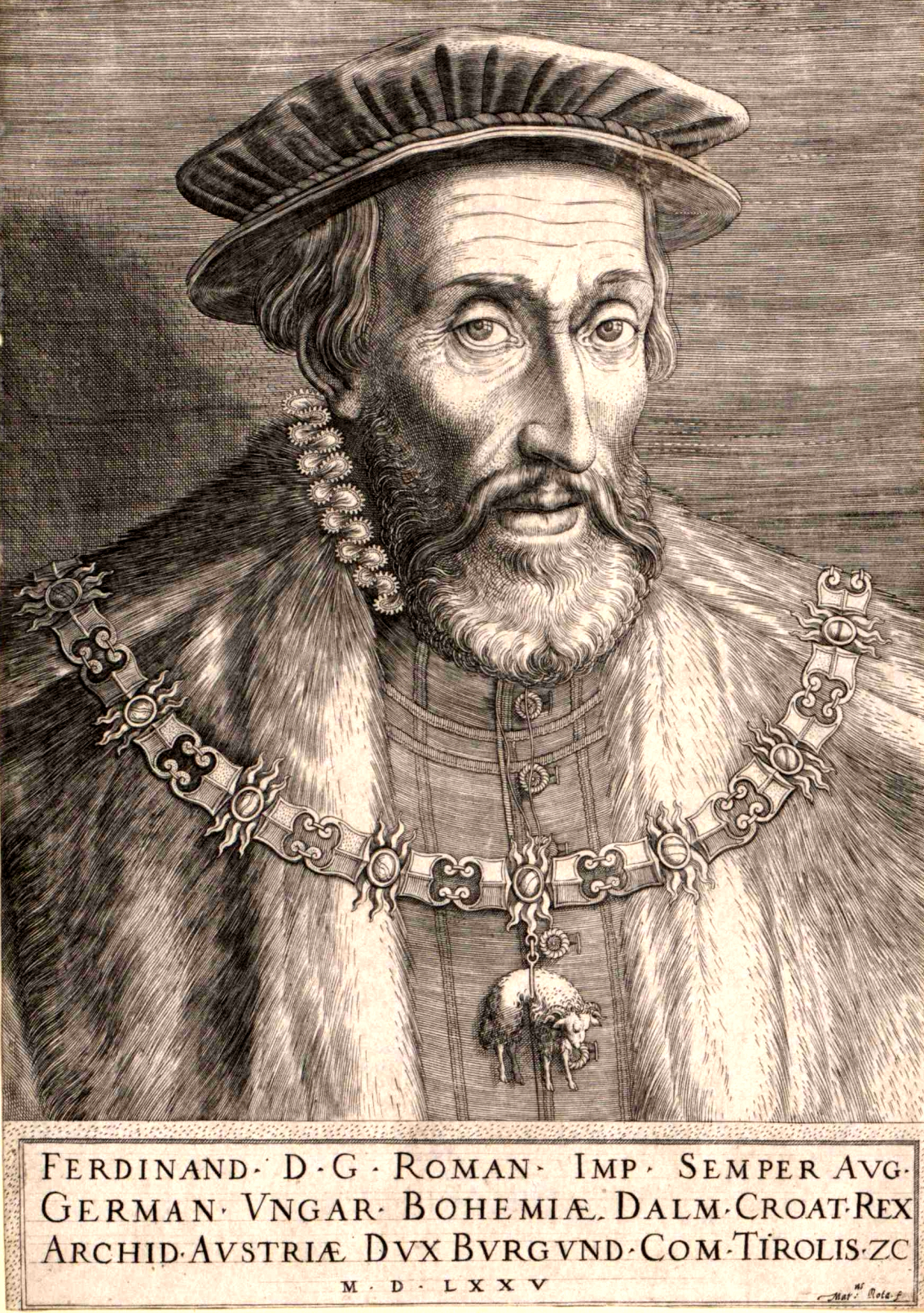
Gravure posthume de Ferdinand par Martin Rota Kolunic.

Le 25 mai 1521 à Linz (Autriche), il épousa Anne Jagellon (1503-1547), fille et héritière de Vladislas IV, roi de Bohême et de Hongrie et d'Anne de Foix. Ferdinand et Anne eurent une descendance nombreuse qu'ils mirent au service de la politique dynastique de leur époque :
- Élisabeth (1526-1545), épouse en 1543 Sigismond II Auguste, roi de Pologne (1520-1572) ;
- Maximilien (1527-1576), épouse en 1548 sa cousine Marie d'Espagne (1528-1603), fille de Charles Quint, qui lui succède à la tête de l'empire (Maximilien II) ;
- Anne (1528-1590), épouse en 1546 Albert V (1528-1579) duc de Bavière[2] ;
- Ferdinand (1529-1595), archiduc d'Autriche et comte de Tyrol, épouse morganatiquement en 1557 Philippine Welser (1527-1580) puis en 1582 sa nièce Anne-Catherine de Mantoue (1566-1621), fille de Guillaume Gonzague, duc de Mantoue[3] ;
- Marie (1531-1581), épouse en 1546 Guillaume de Clèves (1516-1592) duc de Juliers, de Clèves et de Berg ;
- Madeleine (1532-1590), religieuse ;
- Catherine (1533-1572), épouse en 1549 François III Gonzague (1533-1550), duc de Mantoue[3] puis en 1553 Sigismond II Auguste (1520-1572), roi de Pologne, veuf de sa sœur Élisabeth ;
- Éléonore (1534-1594), épouse en 1561 Guillaume Gonzague (1538-1587), duc de Mantoue[3] ;
- Marguerite (1536-1567), religieuse ;
- Jean (1538-1539) ;
- Barbara (1539-1572), épouse en 1565 Alphonse II d'Este (1533-1597), duc de Ferrare ;
- Charles II d'Autriche (1540-1590), épouse en 1571 sa nièce Marie-Anne de Bavière (1551-1608)[2] ;
- Ursule (1541-1543) ;
- Hélène (1543-1574), religieuse ;
- Jeanne (1547-1578), épouse en 1565 François de Médicis (1541-1587), grand-duc de Toscane ; elle est la mère de Marie de Médicis.

Il est à noter, fait rarissime, que quatre de ces enfants sont des ancêtres directs de Louis XIV de France : Maximilien, Anne, Charles et Jeanne.

### Fratrie

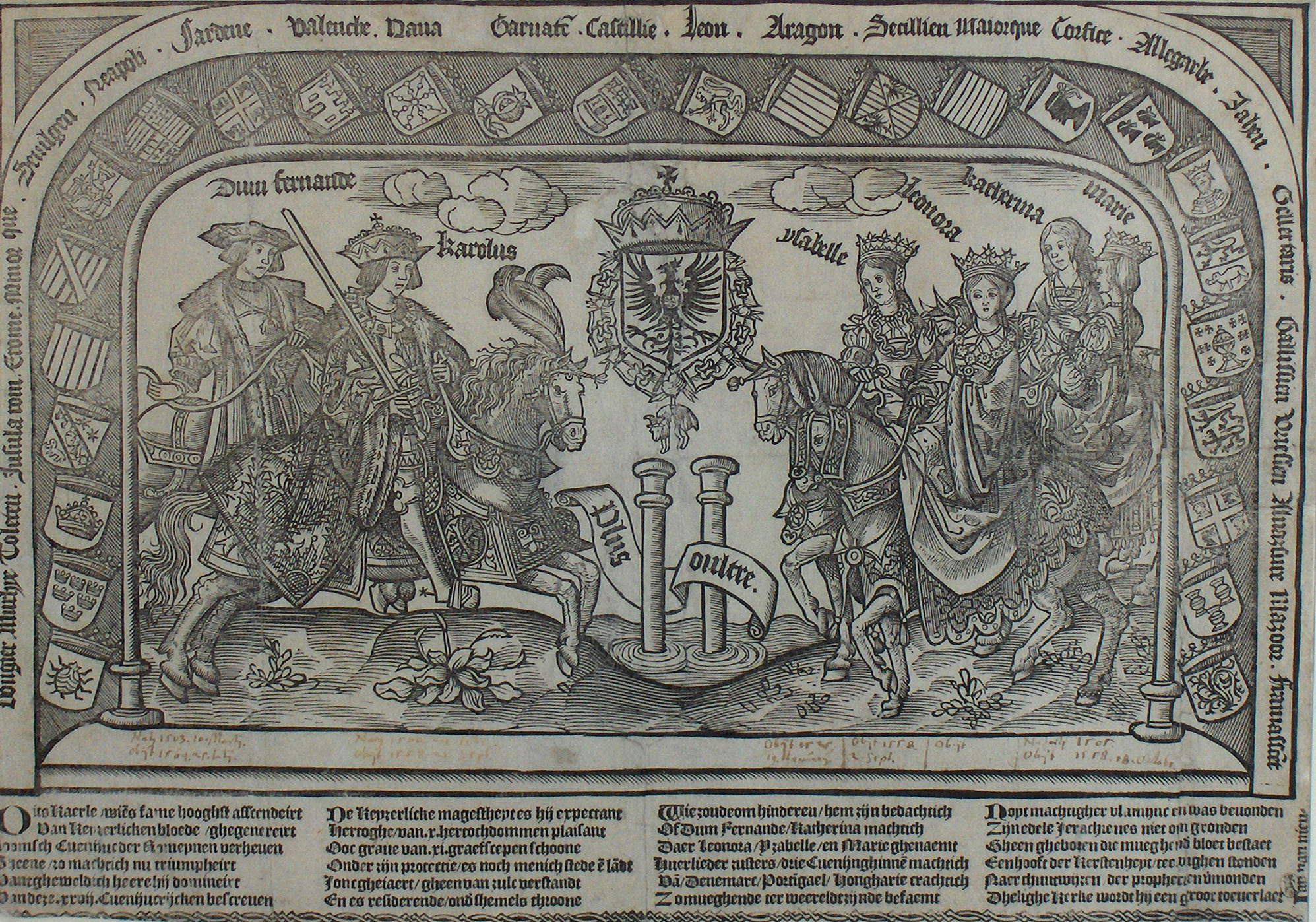
Les enfants de Philippe de Habsbourg et de Jeanne de Castille.

- Éléonore (1498-1558) épouse en 1519 Manuel Ier (1469-1521) puis en 1530 François Ier (1494-1547);
- Charles (1500-1558) épouse en 1526 Isabelle de Portugal (1503-1539);
- Isabelle (1501-1526) épouse en 1515 Christian II de Danemark (1481-1559);
- Ferdinand (1503-1564);
- Marie (1505-1558) épouse en 1521 Louis II de Hongrie (1505-1526);
- Catherine (1507-1578) épouse en 1525 Jean III de Portugal (1502–1557).